# نانوموره
نانوموره (به لاتین: Nanumure) یک منطقهٔ مسکونی در سری‌لانکا است که در استان مرکزی (سری‌لانکا) واقع شده است.